# Brassói Lapok (hetilap)
Brassói Lapok a Román Kommunista Párt (RKP) Brassó megyei bizottsága és a megyei néptanács hetilapja 1963-1989. Az 1989-es decemberi fordulat óta független hetilap.

## Története

### Előzménye
Új Idő Brassóban 1963 márciusa és 1969 júliusa között megjelent hetilap, az RMP/RKP Brassó Tartományi Bizottságának és a tartomány Néptanácsának magyar nyelvű lapja.
Létrejöttéhez két, sajtótörténeti szempontból érdekes mozzanat kapcsolódik: amikor 1960-ban Sepsi és Kézdi rajonokat a Magyar Autonóm Tartománytól leválasztva, Brassó Tartományhoz csatolták, ennek a vidéknek a számára szükség volt egy magyar nyelvű lapra, különösen azért, mert ekkor lépett döntő szakaszába itt is a kollektív gazdaságok szervezése. Előbb a tartományi román lap próbált kiadni saját fejlécével magyar nyelvű mellékletet, majd az év végétől önállóvá vált a magyar szerkesztőség: 1963. március 1-től Raffai György főszerkesztővel az élen saját lapot szerkesztett, a maga választotta címmel. Munkatársait brassói vagy Bukarestből leköltözött újságírókból toborozta (Apáthy Géza, Bartha Albert, Fazakas István, Madaras Lázár, Lendvay Éva, Váradi Mária; műszaki szerkesztőként Csutak Levente), s gyakran közölt benne Beke György, Láng Gusztáv, Szemlér Ferenc, Veress Zoltán is.
Itt jelentek meg a barcasági csángómagyar településeket bemutató Beke György Csángó krónikájának folytatásai, majd a Csángók Bukarestben c. sorozata (könyv alakban mindkettő az Orbán Balázs nyomdokain. Bukarest, 1969 c. kötetben).
1968 tavaszától Albert Sándor lett a lap főszerkesztője, majd az ország 1968-as közigazgatási átszervezése után, új sorozatszámozással, Brassói Lapok címmel folytatta megjelenését mint az RKP Brassó Megyei Pártbizottságának és a Brassó Megyei Néptanácsnak a lapja.

## Folytatása
1969. július 24-től jelent meg a régi Brassói lapok emlékét felidéző új név alatt. Főszerkesztője Albert Sándor, főbb belső munkatársai Ábrahám János, Apáthy Géza, Bartha Albert, Fazakas István, Irinyi Kiss Ferenc, Mag Péter (1972-ig), Madaras Lázár, Szenyei Sándor, Váradi Mária; irodalmi szerkesztője Ritoók János (1967–69), Lendvay Éva, majd Sipos András; művészeti szerkesztő Csutak Levente. A politikai és ideológiai anyag, termelési és közigazgatási témakörök mellett rendszeresen közölt a hetilap tudományos ismeretterjesztő, irodalmi, színházi és képzőművészeti anyagot, országos igénnyel.
Már az Új Idő-szakasz jelentős vállalkozása volt Beke György Csángó krónika, 1968 című írása és Láng Gusztáv-Veress Zoltán Colloquium című levélváltása (1968, könyvalakban borító nélkül, Kolozsvár, 1970) a közélet erkölcsi kérdéseiről. A Brassói Lapok szakaszban a közművelődéshez járult hozzá Ficzay Dénes és Szikszay Jenő magyar irodalomtörténeti sorozata, a lap lexikonszerű képes írói albuma (1972) s Kicsi Antal Kis irodalomtörténet c. folytatásos közlése a romániai magyar írókról (1973–74). A történelmi tárgyú cikksorozatok közül jelentősebbek Szabó Sámuel Brassó egykor és A brassói labdarúgás története (mindkettő 1973–74), Dáné Tibor Szeptember végén (1974) és Apáczai üzenete (1975), valamint Binder Pál Lapok Hétfalu krónikájából (1975) és Testvérfalvak az Olt-kanyarban (1976) fejléc alatt futó írásai. Krajnik-Nagy Károly Három nyelven a Cenk alatt című interjúsorozata (1979–80) román, magyar és szász írókat, szakembereket szólaltatott meg az alkotó együttélés szellemében.
A lap szerkesztősége mellett irodalmi kör jött létre Sipos András vezetésével, mint a szerkesztők, írók és egyetemi hallgatók közös vitafóruma és irodalmi kísérletező műhelye.

## 1989 után
Az 1989-es fordulat után független hetilappá vált, főszerkesztője Gellérd Lajos. A lap ma is él. A romániai magyarságot érintő politikai, vallási, kulturális eseményekről és a mindennapos közérdekű történésekről tudósít. Elődjének vallja az 1895-ben indult és az 1940-ben megszűnt Brassói Lapok című napilapot is, amely a két világháború közt a brassói magyarság jeles orgánuma volt. Jeles természet- és műszaki tudományos szakírói is vannak a lapnak, köztük Szakács Csaba erdőmérnök, Székely Gyula villamosmérnök.

## Jeles publicistái
- Nagy-György Attila római katolikus egyházi író
- Nagyhalmágyi József zenekritikus
- Sisak Ferenc villamosmérnök, műszaki szakíró
- Száva Tibor Sándor gépészmérnök, helytörténész
- Tomos Hajnal költő, újságíró
- Veres István újságíró, műfordító